# Лина Андерсон
Лина Андерсон (англ. Lena Anderson, также Блэр Айвори, Blaire Ivory; род. 28 января 1998 года в Далласе, Техас, США) — американская порноактриса. Лауреат премии XBIZ Europa Award в категории «Лучшее актёрское исполнение» (2020).

## Карьера
До своего семнадцатилетия проживала в округе Роанок, Виргиния. Побывала в таких городах США, как Майами, Даллас, Чикаго, пока не остановила свой выбор на Лос-Анджелесе, где и проживает в настоящее время.
Дебютировала в индустрии для взрослых в 2016 году в возрасте 18 лет. В начале карьеры использовала псевдоним Блэр Айвори (англ. Blaire Ivory) и снималась главным образом в сценах мастурбации и лесбийского секса. В ноябре 2017 года была объявлена журналом Penthouse «Любимицей месяца».
Примерно через год после начала карьеры прерывает съёмки в порно. Во время перерыва работала подиумной моделью. В 2019 году возвращается, начав сниматься в сценах различных категорий, в частности, впервые снялась в сценах анального и межрасового секса для студий Tushy и Blacked соответственно. В настоящее время её представляет агентство талантов Matrix Models.
Сотрудничает с такими студиями, как Digital Sin, Girlsway, MetArt, Naughty America, New Sensations, Nubiles.net, The Score Group, Tushy, Wicked Pictures и другими.
В октябре 2020 года за роль Мэдди в фильме The Intern, режиссёром которого выступила Эрика Ласт, Андерсон была удостоена награды XBIZ Europa Award в одной из главных категорий — «Лучшее актёрское исполнение».
По данным сайта IAFD на октябрь 2020 года, снялась в более чем 90 сценах и фильмах.

## Награды и номинации
| Год  | Награда                    | Результат | Категория                                                                                                  | Фильм                              |
| ---- | -------------------------- | --------- | --- | ---------------------------------- |
| 2020 | Spank Bank Award           | Номинация | Areola of the Gods                                                                                         | н/д                                |
| 2020 | Spank Bank Award           | Номинация | Most Photogenic Nymphomaniac                                                                               | н/д                                |
| 2020 | Spank Bank Award           | Номинация | Prettiest Girl In Porn                                                                                     | н/д                                |
| 2020 | Spank Bank Award           | Номинация | Pretty In Pink (Prettiest Pussy)                                                                           | н/д                                |
| 2020 | Spank Bank Award           | Номинация | Pretty In Pink II (Prettiest Butthole)                                                                     | н/д                                |
| 2020 | Spank Bank Award           | Номинация | Sensational Scissorist                                                                                     | н/д                                |
| 2020 | Spank Bank Award           | Победа    | Tantalizing Tall Drink of Water                                                                            | н/д                                |
| 2020 | Spank Bank Award           | Номинация | Tiniest Vag                                                                                                | н/д                                |
| 2020 | Spank Bank Technical Award | Победа    | Best Bad Jokes                                                                                             | н/д                                |
| 2020 | Spank Bank Technical Award | Победа    | Best Bad Jokes, Dad Jokes, and Rad Jokes                                                                   | н/д                                |
| 2020 | XBIZ Europa Award          | Номинация | Лучшая сцена секса — полнометражный фильм (вместе с Майклом Вегасом)                                       | The Intern                         |
| 2020 | XBIZ Europa Award          | Победа    | Лучшее актёрское исполнение                                                                                | The Intern                         |
| 2021 | AVN Award                  | Номинация | Лучшая сцена секса парень/девушка в иностранном фильме (вместе с Майклом Вегасом)                          | The Intern — A Summer of Lust      |
| 2021 | XBIZ Award                 | Номинация | Лучшая сцена секса — виртуальная реальность (вместе с Анни Авророй, Брэдом Стерлингом и Джиной Валентиной) | Halloween House Party: Pickle-Dick |
| 2022 | AVN Award                  | Номинация | Лесбийская исполнительница года                                                                            | н/д                                |
| 2022 | AVN Award                  | Номинация | Лучшая лесбийская групповая сцена (вместе с Лекси Луной и Скарлетт Хэмптон)                                | I’m Into Girls                     |

## Избранная фильмография
- 2017 — Girls Do It Better
- 2017 — Just Like My Sister
- 2017 — Lesbian Office Romance
- 2017 — Nice Girls Swallow 8
- 2018 — Amateur Pussy Hunt X-Cut 6
- 2018 — School of Hard Cocks 2
- 2019 — Barely Legal 170: Summer Camp Virgins
- 2019 — My Sister POV 5
- 2019 — Pure Sexual Attraction 12
- 2019 — Real Teens Caught on Tape 7
- 2019 — Thief of Hearts[13]
- 2019 — When Girls Play 7
- 2020 — Sexual Appetite of A Young Petite 13